# Sân bay quốc tế Chernivtsi
Sân bay Chernivtsi là một sân bay ở Chernivtsi, Ukraina (IATA: CWC, ICAO: UKLN). Sân bay này có 1 đường cất hạ cánh dài 2200 m rải nhựa asphalt. Nó phục vụ như một trung tâm quan trọng cho du lịch hàng không trong khu vực, kết nối hành khách từ Ukraine và các quốc gia lân cận đến các điểm đến trên toàn thế giới. Sân bay có một đường băng duy nhất và phục vụ nhiều hãng hàng không nội địa và quốc tế, cung cấp cho hành khách khả năng truy cập vào một loạt các điểm đến cả trong nước lẫn quốc tế. Ngoài ra, sân bay còn cung cấp một loạt các dịch vụ và tiện nghi cho người đi du lịch, bao gồm các cửa hàng, nhà hàng và các cơ sở khác để giúp cho hành trình của họ thoải mái và tiện lợi nhất có thể.

Sân bay quốc tế Chernivtsi được thành lập vào năm 1928 dưới tên gọi Sân bay Sadovy và đã trải qua nhiều giai đoạn phát triển và nâng cấp trong suốt quá trình tồn tại. Trong những năm 1940 và 1950, sân bay đã được tái cấu trúc và mở rộng để phục vụ đường bay quốc tế, và trở thành một trung tâm hàng không quan trọng cho vùng Bukovina của Ukraine. Trong những năm 1990, sau khi Ukraina giành độc lập, sân bay Chernivtsi đã trải qua một số cải tiến cơ sở hạ tầng để phục vụ tốt hơn cho hành khách, đặc biệt là trong lĩnh vực tiện nghi và an ninh. Sân bay quốc tế Chernivtsi đã tồn tại trong hơn 90 năm và hiện vẫn tiếp tục phục vụ hàng nghìn hành khách mỗi năm.

## Các hãng hàng không và các tuyến điểm
- Aerosvit Airlines (Kiev-Boryspil, Kiev-Zhyulany)
- DonbassAero (Athens, Antalya, Donetsk, Milan-Malpensa, Simferopol)
- UM Airlines (Forli, Kiev-Boryspil, Istanbul, Naples)